# Пинколини, Винченцо
Винченцо Пинколини (итал. Vincenzo Pincolini; 15 июля 1954, Фиденца, Италия) — итальянский футбольный тренер, тренер по физподготовке; легкоатлет, чемпион Италии (бег с барьерами, 1972).

## Карьера
Винченцо Пинколини родился в городе Фиденца, провинция Парма. Занимался лёгкой атлетикой, специализировался на беге с барьерами, в 1972 году стал чемпионом Италии на дистанции 400 метром, участвовал в международных соревнованиях. Рано перешёл на тренерскую деятельность, с 1978 года был в тренерском штабе сборной Италии по лёгкой атлетике.
В 1980 году 26-ти летний Пинколини присоединился к тренерскому штабу «Пармы». В 1985 году «Парму» возглавил 39-ти летний Арриго Сакки. Сакки удалось за один сезон вывести «Парму» в Серию В, а в следующем сезоне 1986/87 команда остановилась в шаге от выхода в Серию А. В Кубке Италии 1986/87 «Парма» выбила из дальнейшей борьбы «Милан», сыграв три матча, и одержав две победы в гостях (первую на групповом этапе) и одну ничью дома. Руководство «Милана», во главе с Сильвио Берлускони, пригласило Сакки и его штаб на работу в свой клуб.
В 1987—1991 годах, в сотрудничестве с Сакки, в штабе «Милана» Пинколини стал чемпионом Италии 1987/88, двукратным обладателем Кубка европейских чемпионов (1989, 1990), двукратным обладателем Суперкубка Европы (1989, 1990) и двукратным обладателем Межконтинентального кубка (1989, 1990).
Дальнейшее сотрудничество Пинколини и Сакки продолжилось в сборной Италии, где Пинколини участвовал в подготовке сборной на Чемпионате мира 1994 и Чемпионате Европы 1996.
С сезона 1991/92 Пинколини входил в тренерский штаб «Милана» при Фабио Капелло, в этот период клуб выиграл чемпионат Италии 5 раз (1991/92, 1992/93, 1993/94, 1995/96), а также стал победителем Лиги чемпионов УЕФА 1993/94 и обладателем Суперкубка УЕФА 1994.
После сезона 1996/97 Пинколини покинул «Милан». В сезоне 1998/99 входил в штаб Арриго Сакки в «Атлетико Мадрид», в сезоне 1999/00 — Фабио Капелло в «Роме», в сезоне 2000/01 — Марчело Липпи в «Интернационале». В сезоне 2001/02 Пинколини вернулся в «Милан», который вскоре опять покинул.
С 2004 по октябрь 2007 Пинколини вновь работал в «Парме», в эти годы клуб занимал места в середине турнирной таблицы Серии А.
В октябре 2007 года Пинколини присоединился к тренерскому штабу киевского «Динамо». Связующим звеном между Пинколини и «Динамо» стал генеральный директор киевского клуба Резо Чохонелидзе. В 1990-х Чохонелидзе сотрудничал с «Миланом» в качестве скаута, и был знаком с Пинколини. В «Динамо» Пинколини входил в тренерский штаб Юрия Сёмина, в этот период клуб смог выиграть чемпионат 2008/09 и дойти до полуфинала Кубка УЕФА 2008/09. Новый главный тренер киевского «Динамо» Валерий Газзаев отказался от услуг итальянского специалиста, в то же время Юрий Сёмин предложил работу Пинколини в российском чемпионате.
В 2009—2010 годах Пинколини входил в тренерский штаб Сёмина в московском «Локомотиве». В положительном ключе о работе Пинколини отзывались, бывшие игроки «Локомотива» в дальнейшем тренеры, Сергей Гуренко (знавший Пинколини по чемпионату Италии) и Олег Пашинин, тренер-реабилитолог Мария Бурова («Локомотив», «Уфа», «Зенит»), спортивный врач Эдуард Безуглов («Локомотив», «Анжи», Сборная России).
В декабре 2010 года Пинколини вместе с Сёминым вернулся в киевское «Динамо». Остался в тренерском штабе при новом главном тренере Олеге Блохине, где работал до июня 2013 года. В 2011—2012 годах Пинколини также входил в штаб Блохина в сборной Украины. Принял участие в домашнем для Украины чемпионате Европы 2012.
С 2013 года Пинколини работает в Итальянской федерации футбола, где занимается физподготовкой юношеской и молодёжной сборных.